# 新宿シャローム教会
新宿シャローム教会（しんじゅくシャロームきょうかい）は、聖書信仰に立つプロテスタント教会。1974年から新宿に所在する。日本で、コンテンポラリー・ワーシップの礼拝をしている代表的教会で、聖霊派の団体のニューホープ・インターナショナル・ミニストリーズの中心的教会

## 歴史
1970年9月に稲福エルマ宣教師が来日し、1971年から墨田区でめぐみ福音教会として開拓伝道を開始。1974年に新宿に移転。1991年10月、新宿シャローム教会に改名。
2000年7月5日、ウェイン・コデロ宣教師たちとニューホープ・インターナショナル・ミニストリーズを結成する。
超教派でのミニストリーにも関わっており、第三月曜日に尾形守師らと新宿アルタ前にて路傍伝道と徹夜祈祷会を持っている。